# SEDES
SEDES è un'associazione civica e think tank portoghese, una delle più antiche del paese.

## Storia
SEDES viene fondata nel 1970 da parte di esponenti universitari, sociali, professionali e politici, che si riunivano per catalizzare il cambiamento sociale e organizzare l'opposizione al regime dell'Estado Novo che aveva governato il Portogallo sin dagli anni '20. Il denominatore comune dei fondatori di Sedes era l'umanismo, lo sviluppo socio-culturale e la democrazia.
La Sedes organizzò manifestazioni, gruppi di lavoro e dibattiti in tutto il paese. Fu la prima organizzazione sociale a dirsi a favore dell'avvicinamento alla Comunità Europea.
Con l'avvento della democrazia dopo la rivoluzione dei garofani del 25 aprile 1974, molti dei suoi associati si sono impegnati in politica in diversi partiti. Ex membri della Sedes sono stati parte di pressoché tutti i governi portoghesi da allora.